# Софора Жобера
Софора Жобера (Sophora jaubertii) — вид квіткових рослин родини бобових (Fabaceae). Ендемік чорноморського регіону. Це багаторічна маловолосиста рослина з 8–30-квітковими суцвіттями.

## Біоморфологічна характеристика
Це багаторічна маловолосиста рослина. Листочки голі або з декількома розкиданими волосками на верхній поверхні, волосисті на нижній. Суцвіття 8–30-квіткове. Плід лише злегка звужений між насінням.

## Поширення
Ендемік чорноморського регіону: Крим, Північний Кавказ, Румунія, Грузія, Туреччина. Зростає серед чагарників і у відкритих громадах.
В Україні вид росте тільки в Кримських горах (Уч-Кош біля Ялти, села Партизанське і Дров'янка)